# Biologija
Biologíja (starogrško βίος: bíos - življenje + starogrško λογος: logos  - beseda, nauka) ali življenjeslovje je naravoslovna veda, ki preučuje razvoj, zgradbo in delovanje živih sistemov in njihovo medsebojno povezanost ter procese v živi naravi od molekularne ravni pa do biosfere. Preučuje fizične značilnosti in obnašanje organizmov, tako tistih, ki živijo danes, kot tistih, ki so živeli v davnini, in njihov medsebojni vpliv ter vpliv okolja. Združuje širok spekter znanstvenih disciplin, ki jih dandanes pogosto obravnavamo kot samostojne discipline. Termin »biologija« v sodobnem smislu je prvi uporabil francoski znanstvenik Jean-Baptiste de Lamarck konec 18. stoletja.
Znanstvenik, oziroma znanstvenica, ki deluje na področju biologije, je biolog, oziroma biologinja.

## Zgodovina
Glavni članek: Zgodovina biologije
Izraz biologija je izpeljan iz starogrške besede βίος, bios, »življenje« in pripone -λογία, -logia, »veda«. Latinska oblika izraza se je prvič pojavila leta 1736, ko je Linnaeus (Carl von Linné) uporabil biologi v svojem delu Bibliotheca botanica. Izraz je ponovno uporabil l. 1766 Michael Christoph Hanov v delu z naslovom Philosophiae naturalis sive physicae: tomus III, continens geologian, biologian, phytologian generalis. Prva uporaba v nemščini, Biologie, so uporabili leta 1771 pri prevodu Linnaeusovega dela. Theodor Georg August Roose je leta 1797 uporabil izraz v predgovoru knjige Grundzüge der Lehre van der Lebenskraft. Karl Friedrich Burdach je leta 1800 uporabil izraz v strožjem pomenu - za vedo o človeku z morfološkega in psihološkega vidika (Propädeutik zum Studien der gesammten Heilkunst). V sodobnem, današnjem pomenu je izraz prišel v uporabo v razpravi Biologie, oder Philosophie der lebenden Natur (1802–22) avtorja Gottfried Reinhold Treviranusa, kjer je objavil:
Objekti naše raziskave bodo različne oblike in pojave življenja, pogoji in zakoni pod katerimi se ta fenomen pojavlja, in vzroki, ki vplivajo nanje. Znanost, ki se ukvarja s temi objekti, bomo imenovali biologija [Biologie] ali doktrina življenja [Lebenslehre].
Čeprav se je moderna biologija razvila šele relativno nedavno, so že v davni preteklosti proučevali vede povezane z njo ali vključene vanjo. Naravoslovje so proučevali že stare civilizacije Mezopotamije, Egipta, Indijske podceline in Kitajske. Kakorkoli, za izvor moderne biologije in njen pristop do proučevanja narave se najpogosteje navaja Antična Grčija. Medtem ko začetki formalnega študija medicine segajo v čas Hipokrata (ca. 460 - 370 pr. n. št.), je bil Aristotel (384 – 322 pr. n. št.) tisti, ki je največ prispeval k razvoju biologije. Pomembnejše delo je njegova Zgodovina Živali, ki temelji na splošnih filozofskih predpostavkah in kasnejša bolj empirična dela, ki se osredotočajo na raznovrstnost življenja. Aristotlov naslednik na liceju, Theophrastus, je napisal serije knjig o botaniki, ki so se ohranile kot napomembnejši prispevek antike k vedam o rastlinah do srednjega veka.
Učenjaki srednjeveškega islamskega sveta, ki so pisali o biologiji so bili al-Jahiz (781–869), Al-Dinawari (828–896), ki je pisal o botaniki, in Rhazes (865–925), ki je pisal o anatomiji in fiziologiji. 
Biologija se je začela hitro razvijati in rasti, ko je Antonie van Leeuwenhoek izboljšal mikroskop. Takrat so učenjaki odkrili semenčice, bakterije, infuzorije in raznovrstnost mikroskopskega življenja. Raziskave Jana Swammerdama so vodile k novim spoznanjem v entomologiji in pomagale pri razvoju osnovnih tehnik mikroskopskega seciranja in obarvanja.
Napredek v mikroskopiji je imel velik vpliv na razvoj biologije. V zgodnjem 19. stoletju je večje število biologov pokazalo na osrednji pomen celice. Kasneje, v letu 1838, sta se Schleiden in Schwann začela zavzemati za danes splošni ideji, da (1) je osnovna enota organizma celica in (2) da imajo posamezne celice vse značilnosti življenja, čeprav sta nasprotovala ideji, da (3) vse celice nastanejo z delitvijo drugih celic. Zahvaljujoč delu Roberta Remaka in Rudolfa Virchowa je večina biologov do leta 1860 sprejela vse tri principe, kar je postalo poznano kot celična teorija.
Medtem sta taksonomija in klasifikacija postali središče zanimanja naravoslovcev. Carl Linnaeus je leta 1735 v Systema Naturae objavil taksonomijo naravnega sveta, v 1750-ih pa je vsem svojim vrstam določil znanstvena imena. Georges-Louis Leclerc, Comte de Buffon je obravnaval vrste kot umetne kategorije — in celo izrazil zamisel o skupnem izvoru vseh živih bitij. Buffonova dela so imela vpliv na evolucijske teorije Lamarcka in Darwina.
Jean-Baptiste Lamarck je bil prvi, ki je predstavil medsebojno povezano teorijo evolucije. Predpostavil je, da je evolucija rezultat okoljskega stresa na značilnosti živali, kar pomeni, da večkrat ko je bil nek organ uporabljen, bolj kompleksen in učinkovit je postal; tako se je žival lahko prilagodila na svoje okolje. Lamarck je verjel, da se te pridobljene značilnosti lahko dedujejo na potomce, ki jih bodo še naprej razvijali in izpopolnjevali. Kakorkoli, prirodoslovec Charles Darwin je bil tisti, ki je s kombinacijo Humboldtovega biogeografskega pristopa, Lyellove uniformitarianizirane geologije, Malthusovega prispevka o rasti populacij, lastnega strokovnega znanja o morfologiji in obširnega opazovanja narave, razvil uspešnejšo evolucijsko teorijo, ki je temeljila na naravni selekciji; podobno sklepanje in dokazi so neodvisno pripeljali Alfreda Russel Wallacea do enakih zaključkov. Čeprav je bila Darwinova teorija kontraverzna (kar se nadaljuje še danes), se je v znanstveni skupnosti hitro razširila in kmalu postala temeljno načelo hitro razvijajoče se znanosti biologije.
Odkritje dednosti se je pridružilo evolucijskim principom in populacijski genetiki. V 1940-ih in zgodnjih 1950-ih so poskusi kazali na DNK kot komponento kromosomov, ki vsebujejo enote dedovanja imenovane geni. Fokus na nove vrste modelnih organizmov kot so virusi in bakterije so skupaj z odkritjem dvojne vijačnice DNK leta 1953 označili prehod na obdobje molekularne genetike. Od 1950-ih pa do danes, se je biologija izredno razširila v molekularno področje. Genetski kod so razvozlali Har Gobind Khorana, Robert W. Holley in Marshall Warren Nirenberg. Leta 1990 se je pričel projekt Človeški genom z namenom določiti celotno zaporedje baznih parov človeškega genoma. Ta projekt je bil pravzaprav zaključen leta 2003, vendar analize še niso v celoti objavljene.

## Pregled biologije
Biologi preučujejo življenje na široki ravni velikostnih razredov:
- na ravni atomov in molekul delujejo molekularna biologija, biokemija in genetika (preučevanje organskih molekul, njihovih struktur, lastnosti in medsebojnega vpliva)
- na ravni celice preučuje celična biologija
- na ravni večceličnih organizmov preučujejo fiziologija, anatomija in histologija
- na ravni razvoja ali ontogeneze organizma deluje razvojna biologija
- na ravni populacije organizmov deluje populacijska genetika, medsebojne interakcije organizmov, njihovo obnašanje in prilagajanje pa preučuje etologija
- na ravni, višji od posamične vrste organizmov, deluje sistematika, ki se ukvarja s primerjanjem in razvrstitvijo organizmov
- na najvišji ravni sta ekologija, ki preučuje ekosisteme, združbe organizmov in njihovega okolja, ter evolucijska biologija
- ksenobiologija ali eksobiologija je večinoma špekulativno področje, ki se ukvarja z možnostmi za nastanek in morebitno naravo zunajzemeljskega življenja
- varstvena biologija je znanost o biodiverziteti in o njeni trajnostni rabi za potrebe človeštva

## Temelji moderne biologije

### Celična teorija
Celična teorija trdi, da je celica temeljna enota življenja in da so vsa živa bitja sestavljena iz ene ali več celic ali iz produktov teh celic (npr.. polžja hišica). Vse celice nastanejo z delitvijo stare celice. V mnogoceličnih organizmih vsaka celica v telesu organizma na koncu nastane iz ene same celice v  oplojenem jajčecu. Za celico velja tudi, da je osnovna enota v več patoloških procesih. Poleg tega v procesih celic prihaja do fenomena prenosa energije, ki so del funkcije poznane kot metabolizem. Celice vsebujejo tudi informacije o dedovanju (DNK), ki se med delitvijo prenašajo iz ene celice v drugo.

### Evolucija
Osrednji koncept v biologiji je, da se življenje spreminja in razvija preko evolucije, in da imajo vsa živa bitja skupni izvor. Teorija evolucije predpostavlja, da vsi organizmi na Zemlji, živeči in izumrli, izvirajo iz skupnega prednika ali genskega sklada prednikov. Zadnji skupni prednik vseh organizmov naj bi se pojavil pred okoli 3,5 milijardami let. Biologi imajo univerzalnost in vseprisotnost genetske kode za jasen dokaz v prid teoriji skupnega prednika za vse bakterije, arheje in evkarionte (glej: izvor življenja).
Leta 1809 je Jean-Baptiste de Lamarck evolucijo predstavil v znanstvenem leksikonu, petdeset let kasneje pa jo je Charles Darwin postavil kot možen znanstveni model, ko je ubesedil njeno gonilno silo: naravni izbor. (Alfred Russel Wallace je prepoznan kot soodkritelj tega koncepta, ker je pomagal pri raziskavah in poizkusih koncepta evolucije.) Evolucija se danes uporablja kot razlaga velikega števila variacij življenja na Zemlji.
Darwin je postavil teorijo, da so se vrste in pasme razvile v procesu naravnega in umetnega izbora oz. selektivne vzreje. V moderni sintezi teorije je bil genetski zdrs sprejet kot dodatni mehanizem evolucijskega razvoja.
Evolucijska zgodovina vrst skupaj s sorodstvenimi odnosi med vrstami je poznana kot filogenija. Biologi zaradi pomanjkanja zgodovinskih dokazov v filogeniji uporabljajo različne pristope. Ti vključujejo primerjave DNK zaporedij, ki jih proučujejo znotraj molekularne biologije ali genomike, in primerjave fosilov in drugih zapisov o zgodovinskih organizmih znotraj paleontologije. Biologi urejajo in analizirajo evolucijske odnose z različnimi metodami, ki vključujejo filogenetiko, fenetiko in kladistiko.

### Genetika
Geni so osnovne enote dedovanja v vseh organizmih. Gen je enota dedne zasnove in ustreza regiji DNK-ja, ki na specifičen način vpliva na obliko ali funkcijo organizma. Vsi organizmi, od bakterij do živali, imajo enak osnovni mehanizem, ki kopira in prevaja DNK v proteine. Celice prepišejo  DNK gen v RNK verzijo gena, in ribosom potem prevede RNK v protein, zaporedje aminokislin. Prevajalni kod iz RNK kodona v aminokislino je enak za večino organizmov, za nekatere pa se rahlo razlikuje. Na primer, zaporedje DNK, ki kodira insulin za človeka, prav tako kodira inzulin, če ga vstavimo v druge organizme, kot so to rastline.
DNK se običajno pojavi kot strnjeni kromosomi v evkariontih, in krožni kromosomi v prokariontih. Kromosom je organizirana struktura, ki vsebuje DNK in histone. Kromosomi v celici in katerekoli druge informacije o dedovanju, ki se nahajajo v mitohondrijih, kloroplastih ali kje drugje, se skupno imenujejo genom. V evkariontih se genomska DNK nahaja v celičnem jedru, skupaj z manjšo količino mitohondrijev in kloroplastov. V prokariontih se DNK nahaja znotraj neenakomerno oblikovanega telesa v citoplazmi imenovani nukleoid. Genetska informacija v genomu se nahaja znotraj genov, in skupeh vseh teh informacij v organizmu se imenuje genotip.

### Homeostaza
Homeostaza je zmožnost odprtega sistema, da regulira svoje notranje okolje z namenom vzdrževanja stabilnih pogojev s pomočjo večkratnih prilagoditev kemijskega ravnotežja. Te prilagoditve nadzorujejo medsebojno odvisni regulacijski mehanizmi. Vsi živi organizmi, enocelični ali mnogocelični, imajo homeostazo.
Za vzdrževanje dinamičnega ravnovesja in učinkovitega izvajanja določenih funkcij mora sistem zaznavati in se odzivati na motnje. Po zaznavi motnje se biološki sistem običajno odzove z mehanizmom negativne povratne zveze. To pomeni stabilizacijo pogojev z zaviranjem ali pospeševanjem aktivnosti organa oz. sistema. Eden izmed primerov je sproščanje glukagona, ko je nivo sladkorja prenizek.

### Energija
Preživetje živega organizma je odvisno od neprestanega vnosa energije. Kemijske reakcije, ki so odgovorne za njeno delovanje, so naravnane za pridobivanje in pretvarjanje energije iz snovi (hrane). Na ta način pomagajo pri nastajanju novih celic in pri njihovem vzdrževanju. V tem procesu imajo molekule kemijskih snovi, ki sestavljajo hrano dvojno vlogo; prvič, vsebujejo energijo, ki se lahko pretvori za biološko kemijsko reakcijo; drugič, razvijajo nove molekularne strukture, sestavljene iz biomolekul.

## Veje biologije
- Aerobiologija - proučevanje razpršitve zračno prenosljivih delcev
- Anatomija - proučevanje s telesne zgradbe živali in rastlin
  - Histologija -  proučevanje mikroskopske zgradbe celic in tkiv
- Astrobiologija (poznana tudi kot eksobiologija, ksenobiologija, eksopaleontologija in bioastronimija) – proučevanje izvora, razdeljevanja življenja in biološke evolucije v vesolju
- Bioakustika - preučevanje produkcije, razširjanje in zaznavanje zvokov, ki jih proizvajajo živali
- Biofizika - preučevanje pojavov v živih bitjih na ravni fizikalnih procesov
- Biogeografija - preučevanje razširjenosti živali in rastlin v prostoru
- Bioinformatika - uporaba informacijske tehnologije za preučevanje, zbiranje in shranjevanje genomskih in ostalih bioloških podatkov
- Biokemija - preučevanje kemičnih snovi, ki se pojavljajo v živih organizmih in reakcij
- Biologija človeka - združuje biologijo, fizično antropologijo in medicino, predmet preučevanja katere je človek
- Biologija gradnje -
- Biologija okolja - preučevanje strukture in funkcije narave
- Biološka sistematika - preučevanje raznolikosti življenja v sedanjosti in preteklosti ter razmerij med živimi bitji skozi čas
- Biološko inženirstvo - preučevanje biologije z namenom uporabe inženirskih načel in tehnik pri živih organizmih
- Biomatematika  (ali matematična biologija) – matematično proučevanje bioloških procesov; z uporabo matematicnih modelov skuša pojasniti različne biološke procese
- Biomedicinsko raziskovanje - preučevanje zdravja in bolezni
  - Farmakologija - preučevanje medsebojnega delovanja zdravila in organizma
- Biomehanika -  preučevanje mehanike živih organizmov
- Biomuzikologija - preučevanje glasbe z biološkega vidika
- Bionika - preučevanje funkcij živih bitij z namenom reševanja tehniških problemov
- Biopsihologija -  preučevanje fizioloških, genetskih in razvojnih mehanizmov vedenja
- Biotehnologija - preučevanje načina obdelave žive snovi, vklučno z genetskimi modifikacijami in sintezno biologijo
  - Sintezna biologija - preučevanje združevanja biologije in inženirstva; konstrukcija bioloških funkcij, ki se jih v naravi ne najde
- Botanika - preučevanje rastlin
- Celična biologija (tudi citologija ali biologija celice) - preučevanje zgradbe in delovanja celic
- Dendrologija - preučevanje dreves
- Ekologija - preučevanje porazdelitve in bogastva živih organizmov in odnose med živimi bitji ter živim in neživim okoljem
- Entomologija - preučevanje žuželk
- Epidemiologija - preučevanje pogostnosti, razporeditvi in vzročnosti pojavljanja kake bolezni ali drugih, za zdravje pomembnih pojavov
- Etologija - preučevanje obnašanja (vedenja) živali
- Evolucijska biologija - preučevanje skupnega izvora bioloških vrst, njihovo spreminjanje, razširjanje ter raznovrstnost v času
- Filogenija - shematska predstavitev evolucijske zgodovine in sorodnosti skupin organizmov (taksonov) oz. proučevanje sorodstva živih bitij glede na izvor
- Fitocenologija - preučevanje rastlinskih združb
- Fiziologija - življenjski procesov v organizmih
- Fitopatologija - preučevanje rastlinskih boleznih
- Genetika - preučevanje dedovanja, lastnosti genov in DNK
  - Epigenetika - preučevanje sprememb v izražanju genov organizma, ki niso povezane s spremembami v zaporedju DNK
  - Kvantitativna genetika - skuša odgovoriti na vprašanje kolikšen del fenotipske variabilnosti je povzročen z genetsko variabilnostjo
- Hematologija - preučevanje krvi in organov, ki tvorijo kri
- Herpetologija - preučevanje dvoživk in plazilcev
- Hidrozoologija - preučevanje vodnih živali
- Ihtiologija - preučevanje rib
- Integrativna biologija (ali celostna biologija) - razlaga povezave med biotskimi pojavi na vseh organizacijskih ravneh, od molekulskih interakcij do ekosistemov
- Koleopterologija - preučevanje hroščev
- Kriobiologija - preučevanje življenja na hladnih temperaturah
- Lepidopterologija - preučevanje metuljev
- Limnologija - preučevanje celinskih voda
- Malakologija - preučevanje mehkužcev
- Mamalogija - preučevanje sesalcev
- Mikologija - preučevanje gliv
- Mikrobiologija - preučevanje mikroorganizmov
  - Parazitologija - preučevanje zgradbe in delovanja zajedalcev
  - Virologija - preučevanje virusov
- Molekularna biologija - proučevanje molekul in njihovih pretvorbah v živih bitjih
- Morfologija - proučevanje oblike in zgradbe organizmov
- Morska biologija - preučevanje organizmov, živečih v morjih, oceanih in drugih slanih ter polslanih vodah
- Nevrobiologija - preučevanje funkcij živčnih celic in njihovih povezav
- Paleobotanika - preučevanje izumrlih rastlin in evolucije rastlin
- Paleontologija - preučevanje razvoja življenja na Zemlji in izumrlih (vrst) organizmov
- Patologija (ali patobiologija) - preučevanje bolezni in spremembe v zgradbi in delovanju celic, tkiv, organov, ki so podlaga pri nastanku bolezni
- Populacijska biologija - preučevanje organizmov, ki živijo v istem geografskem prostoru, enakem okolju in istem času
  - Populacijska ekologija - preučevanje dinamike populacij vrst in kako te populacije vplivajo na okolja, v katerih delujejo
  - Populacijska genetika - preučevanje genskih skladov in pretok informacij v naravnih populacijah
- Razvojna biologija - preučevanje procesov, pri katerih organizmi rastejo in se razvijajo
  - * Ontogenija - razvoj in spreminjanje organizma od oplojene jajčne celice do odrasle oblike in nato smrti
- Ornitologija - preučevanje ptic
- Paleontologija - preučevanje izumrlih (vrst) organizmov (živali, rastlin...)
- Paleozoologija - preučevanje izumrlih živali
- Pedobiologija - preučevanje talnih organizmov
- Sociobiologija - preučevanje bioloških osnov socialnega vedenja
- Speleobiologija - preučevanje organizmov, živečih v podzemeljskih okoljih, jamah, vodah
- Strukturna biologija - veja molekularne biologije, biokemije in biofizike, ki se ukvarja z molekularno strukturo bioloških makromolekul
  - Embriologija - preučevanje zgodnjega razvoja organizmov, med enoceličnim stanjem in začetkom prostega življenja
- Taksonomija - sistematika živih bitij
- Varstvena biologija - preučevanje ohranjanja, zaščite in obnavljanja naravnega okolja, ekosistemov, vegetacije in prostoživečih živali
- Zoologija - preučevanje živali; podveje so: Antropozoologija (človečnjaki), Arahnologija (pajkovci), Balenologija (kiti), Entomologija (žuželke) z dvema glavnima področjema Lepidopterologijo (metulji) in Koleopterologijo (hrošči), Etologija (obnašanje živali), Herpetologija (dvoživke in plazilci), Hidrozoologija (vodne živali), Ihtiologija (ribe), Malakologija (mehkužci), Mamalogija (sesalci), Ornitologija (ptice) in Paleozoologija (izumrle živali), Primatologija (primati), Speleozoologija (jamske živali) in Zoogeografija (geografija živalskih vrst). 
  - Kriptozoologija - preučevanje o doslej še nedokaznem obstoju nekaterih živalskih vrst
  - Ksenobiologija - preučevanje tujih življenjskih oblik

## Sorodne panoge
Agronomija -- Antropologija -- Biokemija -- Biotehnologija -- Medicina -- Medicinska antropologija -- Fizična antropologija -- Veterina -- Živilstvo -- Živinoreja (zootehnika) -- Gozdarstvo -- Hortikultura -- Pedologija -- Fizična geografija -- Geologija

## Predstavniki in zgodovina
Slavni biologi -- Zgodovina biologije -- Nobelova nagrada za fiziologijo ali medicino -- Časovna preglednica biologije in organske kemije

## Biologija in evolucija
Eden od osrednjih konceptov biologije je, da se je vse življenje razvilo iz istih skupnih virov in se postopoma razvijalo v procesu evolucije. Prvi, ki je jasno formuliral to zamisel, je bil Charles Darwin, ki je za evolucijski mehanizem predlagal naravno selekcijo. Evolucijsko zgodovino vrste (ter s tem tudi vrst, iz katerih se je razvila) preučuje filogenija. Ta si pri pridobivanju podatkov pomaga z različnimi prijemi. Eden od njih so primerjave zaporedij DNA, kjer sodeluje z molekularno biologijo in genomiko, po drugi pa s primerjavo fosilov in drugih ostankov izumrlih organizmov, s katerimi se ukvarja paleontologija. Biologi analizirajo in urejajo evolucijske odnose z različnimi postopki, kot so filogenetika, fenetika in kladistika. Prelomnice v razvoju življenja, kot jih razume današnja biologija, so zbrane v preglednici »Pregled evolucijskega razvoja«.

## Biologija v Sloveniji
Biologija se je razvijala tudi na področju današnje Slovenije in je največji razcvet doživela po obdobju razsvetljenstva, ko so se misleci začeli bolj intenzivno zanimati za naravni svet in ga preučevati z empiričnimi metodami. Po nekaterih ocenah razvoj slovenske biologije sicer zaostaja za svetovnim, biologija pa, primerjalno glede na ostale znanosti, v Sloveniji v splošni populaciji uživa nenavadno nizek ugled.

### Biološke ustanove in organizacije v Sloveniji
Nacionalni inštitut za biologijo je eden večjih raziskovalnih inštitutov v Sloveniji, ki se ukvarjajo z naravoslovnimi vedami. Ustanovila ga je vlada Republike Slovenije v letu 1960. Ukvarja se s številnimi raziskovalnimi dejavnostmi, vse od raziskav na področju biomedicine, biofizike, sistemske biologije do proučevanja okoljskih ved, kmetijstva, zdravja in prehrane. V okviru inštituta deluje tudi Morska biološka postaja Piran (MBP), ki je bila ustanovljena leta 1969, posveča pa se interdisciplinarnim ekološkim raziskavam obalnega morja (v glavnem biološki, fizikalni in kemijski oceanografiji). Na inštitutu raziskovalno delo poteka v okviru treh oddelkov; oddelek za biotehnologijo in sistemsko biologijo se ukvarja z mikroorganizmi, gensko spremenjenimi organizmi in sistemsko biologijo, na oddelku za genetsko toksikologijo in biologijo raka obravnavajo ekotoksikologijo, genetsko toksikologijo in biologijo raka, oddelek za raziskave organizmov in ekosistemov proučuje biološke proces na različnih organizacijskih nivojih (od celice do ravni ekosistemov). Inštitut je od leta 2020 znova pridruženi član Univerze v Ljubljani.
Na ZRC SAZU že 70 let deluje Biološki inštitut Jovana Hadžija, kjer se raziskovalci ukvarjajo z različnimi temeljnimi in aplikativnimi raziskavami na področju botanike in zoologije. Na inštitutu raziskovalno delo poteka v treh skupinah, ki se posvečajo temeljni zoologiji, temeljni botaniki in aplikativni biologiji. Ustanovljen je bil kot Biološki inštitut SAZU 21. marca leta 1950, ko ga je vodil zoolog Jovan Hadži, skupina pa se je ukvarjala predvsem z evolucijsko biologijo. Na inštitutu je urejenih več zbirk, pomembnejše so herbarijska, lepidopterološka in palinološka.
V Sloveniji je veliko različnih društev, ki se na svojstven način ukvarjajo z biologijo. Precej je takih, ki se posvečajo živalim ali določenim živalskim skupinam. Med bolj znana spada Društvo za opazovanje in proučevanje ptic Slovenije (DOPPS), ki je nevladna organizacija, katere glavni namen je skrb za ptice in ohranjanje narave. Poznanih je več društev, ki se zavzemajo za dobrobit živali in se posvečajo tudi zapuščenim ter zlorabljenim osebkov, na primer ljubljansko in mariborsko Društvo za zaščito živali. Že v letu 1957 je bila ustanovljena ustanovna skupščina Jugoslovanskega mikrobiološkega društva (JMD), ki se je čez leta preobrazila v današnje Slovensko mikrobiološko društvo (SMD), kjer se združuje mikrobiologe in ljubitelje mikroorganizmov, v okviru društva pa potekajo številne dejavnosti. Dejavna so tudi študentska društva, kot sta Društvo študentov biologije (DŠB) Univerze v Ljubljani in Društvo študentov naravoslovja (DŠN) Univerze v Mariboru.
Terciarno izobraževanje iz bioloških ved je mogoče na vseh treh javnih univerzah v Sloveniji. Univerza v Ljubljani na Biotehniški fakulteti omogoča vpis v več bioloških programov (denimo programe Biologija, Mikrobiologija, Biotehnologija in drugi), delno tudi na Medicinski fakulteti; na Univerzi v Mariboru se na Fakulteti za naravoslovje in matematiko izvajata študijska programa Biologija in Ekologija z naravovarstvom, izobraževanje na področju bioloških ved pa nudi tudi Fakulteta za matematiko, naravoslovje in informacijske tehnologije Univerze na Primorskem s programom Varstvena biologija.